# Tipula (Vestiplex) malla
Tipula (Vestiplex) malla is een tweevleugelige uit de familie langpootmuggen (Tipulidae). De soort komt voor in het Oriëntaals gebied.